# My Oxford Year
My Oxford Year är en amerikansk romantisk dramakomedifilm som hade premiär på Netflix den 1 augusti 2025. Den är regisserad av Iain Morris efter ett manus skrivet av Allison Burnett, Melissa Osborne och baserad på en roman av Julia Whelan.

## Handling
Anna, som är en ambitiös amerikansk student, reser till Oxford för att förverkliga sin dröm. Där möter hon en charmig lokalbo som förändrar bådas liv.

## Rollista (i urval)
- Sofia Carson
- Corey Mylchreest
- Dougray Scott
- Catherine McCormack
- Harry Trevaldwyn
- Hugh Coles
- Esmé Kingdom
- Nikhil Parmar
- Poppy Gilbert
- Barney Harris